# Гедда, Михаил Фёдорович
Михаил Фёдорович Гедда (1818—1883) — русский государственный деятель, сенатор, тайный советник.

## Биография
Родился 7 (19) ноября 1818 года; происходил из обер-офицерских детей. Окончил в 1835 году 2-ю Санкт-петербургскую гимназию. По окончании в июле 1839 года 1-го отделения (историко-филологического) философского факультета Санкт-Петербургского университета со степенью кандидата, был назначен в 1840 году во временное Присутствие Герольдии: сначала младшим помощником секретаря, затем — регистратором.
С 5 апреля 1845 года был назначен в департамент Министерства юстиции столоначальником. Определением Герольдии от 31 мая 1845 года был утверждён в потомственном дворянском достоинстве, со внесением в III часть дворянской родословной книги Санкт-Петербургской губернии, по Всемилостивейше пожалованному ему 25 апреля 1843 года ордену Святого Станислава 3-й степени; 27 мая 1847 года на него был возложен пересмотр устава о службе ведомства Министерства юстиции; 19 января 1848 года он был назначен редактором, а 15 марта 1852 года — начальником отделения Департамента министерства юстиции; 6 декабря 1853 года произведён в статские советники.
С 1 апреля 1854 года М. Ф. Гедда был чиновником за обер-прокурорским столом в Сенате, 21 апреля 1854 года назначен в 1-е отделение 3-го департамента, 14 июля 1854 года — во 2-й департамент, в котором исправлял должность обер-прокурора с 3 по 31 августа 1854 год и с 12 января по 11 апреля 1855 года, а затем состоял в должности обер-прокурора в 8-м департаменте Сената (20 марта 1855 г.), 1-м отделении 3-го департамента (15 сентября 1856 г.) и во 2-м отделении 3-го департамента (6 декабря 1857 г.). В 1858 году, 24 декабря он был назначен членом хозяйственного комитета при Сенате; в 1859—1863 гг. ему неоднократно поручалось исправление должности обер-прокурора 1-го департамента, председателя хозяйственного комитета (с 1860 г.) и заведование делами Общего собрания 1-го, 2-го и 3-го департаментов и департамента Герольдии Сената.
6 ноября 1859 года он был произведён в действительные статские советники; 26 апреля 1861 г. назначен обер-прокурором 4-го департамента Сената; 23 мая 1862 года назначен членом следственной комиссии, учреждённой под председательством члена Государственного Совета статс-секретаря кн. Голицына, по делу о злонамеренном распространении печатных воззваний; 2 февраля 1863 года переведён обер-прокурором в 1-й департамент Сената; 22 марта 1863 года назначен председателем Хозяйственной комиссии и 20 апреля 1863 года — в состав Особого комитета, учреждённого под председательством члена Государственного Совета адмирала Метлина, для пересмотра всех действующих постановлений о казенных заготовлениях, подрядах, поставках и хозяйственных операциях вообще. По приглашению статс-секретаря Буткова, от 17 февраля 1864 года, участвовал в рассмотрении проекта VI книги Гражданского судопроизводства.
14 июня 1865 года произведён в тайные советники и 19 мая 1866 года был назначен сенатором. Присутствовал: в 1-м департаменте (1866—1868 и 1880—1882 гг.) и в Гражданском кассационном департаменте (1868—1882 гг.). Был председателем комиссий: с 18 июля 1879 г. — для разбора претензий, предъявленных к военному ведомству со стороны бывших во время войны с Турцией поставщиков сухарей в означенное ведомство, и с 14 января 1881 г. по 13 января 1882 г. — для разработки всех вообще вопросов, касающихся имущественных прав и ответственности железнодорожных обществ.
Весной 1883 года он присутствовал в Общем собрании и в присутствии 1-го департамента Сената, образованном в Москве по случаю священного коронования.
Умер 13 (25) августа 1883 года в Волынской губернии. Похоронен в Петербурге на Волковом лютеранском кладбище.

## Награды
- орден Св. Станислава 1-й ст. (30.08.1861)
- орден Св. Анны 1-й ст. (30.08.1863)
- орден Св. Владимира 2-й ст. (01.01.1875)
- орден Белого орла (01.01.1880)
- орден Св. Александра Невского (15.05.1883)

## Семья
Был женат на дочери тайного советника Н. И. Шредера, Елизавете Николаевне (1831—01.01.1899). Их дети:
- Михаил (01.09.1854 — после 1915)[3]
- Анна (08.08.1857—?)
- Юлия (09.03.1859—?), выпускниц Высших женских курсов
- Елизавета, в 1881−1912 гг. — директор Санкт-Петербургской женской гимназии[4].
- Елена, с 9 января 1885 года замужем за титулярным советником Алексеем Владимировичем Десятовым.
- Константин (ок. 1863 —?)
- Дмитрий (ок. 1864[5]—?)
- Александра (1867—1909), в замужестве Полторацкая
- Мария (01.12.1870—1919), замужем за Александром Александровичем Ромейко-Гурко
- Пётр (11.06.1873—11.04.1874)